# غريانوتوكسين

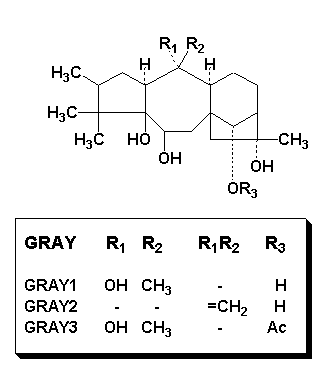

الغريانوتوكسينات هي مجموعة من السموم العصبية وثيقة الصلة باسم Leucothoe grayana، وهو نبات موطنه الأصلي اليابان تم تسميته في الأصل بعالم النبات الأمريكي آزا غراي في القرن التاسع عشر. غريانوتوكسين I (grayanotaxane-3,5,6,10,14,16-hexol 14-acetate) ومعروف أيضا أيضا باسم أندروميدوتوكسين، أسيتيلوميدول، رهودوتوكسين وأسيبوتوكسين. يتم إنتاج الغريانوتوكسينات بواسطة أنواع ردندرة والنباتات الأخرى في عائلة الخلنجية. العسل المتكون من حبوب اللقاح ورحيق من هذه النباتات يحتوي أيضا على الغريانوتوكسينات ويشار إليه عادة بجنون العسل. يمكن أن يسبب استهلاك النبات أو أي من منتجاته الثانوية، بما في ذلك جنون العسل، تفاعلًا سامًا نادرًا جدًا يسمى التسمم الرمادي الغرياني، أو مرض جنون العسل، أو تسمم العسل، أو تسمم ردندرة. في كثير من الأحيان يتم إنتاجها واستهلاكها في مناطق نيبال وتركيا كدواء ترويحي وفي الطب التقليدي.